# 57 (szám)
Az 57 (római számmal: LVII) egy természetes szám, félprím, a 3 és a 19 szorzata.

## A szám a matematikában
A tízes számrendszerbeli 57-es a kettes számrendszerben 111001 , a nyolcas számrendszerben 71, a tizenhatos számrendszerben 39 alakban írható fel.
Az 57 páratlan szám, összetett szám, azon belül félprím, kanonikus alakban a 31 · 191 szorzattal, normálalakban az 5,7 · 101 szorzattal írható fel. Négy osztója van a természetes számok halmazán, ezek növekvő sorrendben: 1, 3, 19 és 57.
Húszszögszám.
Leyland-szám, tehát felírható {\displaystyle x^{y}+y^{x}} alakban.
Az 57 repdigit hetes számrendszerben (111).
Az 57 öt szám valódiosztóösszeg-függvényeként áll elő, ezek a 99, 159, 343, 559 és 703.
Az 57 négyzete 3249, köbe 185 193, négyzetgyöke 7,54983, köbgyöke 3,8485, reciproka 0,017544. Az 57 egység sugarú kör kerülete 358,14156 egység, területe 10 207,03453 területegység; az 57 egység sugarú gömb térfogata 775 734,6244 térfogategység.
Az 57 helyen az Euler-függvény helyettesítési értéke 36, a Möbius-függvényé 1, a Mertens-függvényé −1.

## A szám mint sorszám, jelzés
- A periódusos rendszer 57. eleme a lantán.